# Munster Senior Hurling Championship
Il Munster Senior Hurling Championship è il torneo di hurling più importante della provincia di Munster e vi prendono parte tutte le contee a parte Kerry. Si disputa tra maggio e luglio e la finale è giocata quasi sempre al Semple Stadium di Thurles durante la seconda domenica del settimo mese dell'anno. La formula è sempre stata quella dell'eliminazione diretta e vi è da dire che il torneo è una parte del più ampio importante e prestigioso All-Ireland Senior Hurling Championship. La squadra che vince il titolo nel Munster, come quella che vince il Leinster Senior Hurling Championship accede direttamente alle semifinali All-Ireland, mentre la finalista perdente arriva ai quarti della stessa manifestazione. Il trofeo è molto simile alla Liam McCarthy Cup. L'hurling è lo sport principale della provincia in senso lato e le squadre più titolate sono Cork e Tipperary (due delle tre grandi d'Irlanda con Kilkenny) che insieme hanno vinto il trofeo in ben 88 occasioni. Tutte le contee della provincia hanno vinto l'ambito premio e tutte tranne Kerry in più di un'occasione. È la competizione provinciale di più alto livello delle quattro irlandesi. Dal 2008 gli sponsor sono la RTÉ, la Guinness (che lo era già dal 1995) e la Etihad Airways.

## Formato
Il sorteggio si tiene l'ottobre dell'anno precedente e le squadre sono appaiate in maniera casuale. Tre accedono direttamente alla semifinale, due disputano un turno preliminare, unico nel quale se la partita finisce in parità ci sono i tempi supplementari. Nelle semifinali e nella finale si va avanti coi replay fino a quando un team non esce vincitore. Per molto tempo Tipperary e Cork erano inserite d'ufficio in parti separate del tabellone, fatto che andava a penalizzare le altre dal momento che era praticamente impossibile (e lo è tuttora) batterle entrambe nella stessa stagione. La squadra eliminata nel quarto accede alla fase uno delle qualificazioni All-Ireland, mentre le semifinaliste perdenti alla seconda fase; per quanto riguarda le finaliste si rimanda al paragrafo introduttivo. Kerry è uscita dal torneo nel 2004: ora partecipa alla meno competitiva Christy Ring Cup.

## Stadi
| Città     | Stadio             | Capienza |
| --------- | ------------------ | -------- |
| Thurles   | Semple Stadium     | 55 000   |
| Limerick  | Gaelic Grounds     | 50 000   |
| Cork      | Páirc Uí Chaoimh   | 43 500   |
| Killarney | Fitzgerald Stadium | 43 000   |

Di solito le partite si giocano in campo nei e per la maggior parte delle volte negli stadi della tabella sopra. Si cerca in genere un terreno di gioco che sia a metà strada tra le parti. I replay si giocano solitamente in casa di una delle due squadre, tranne quando si tratta di Clare e Waterford, che non possiedono impianti sufficientemente capienti per avvenimenti così importanti. Pertanto queste rappresentative disputano sempre i loro incontri in campo neutro.

### Risultati per contea
|   | Contea    | Vittorie | Finali perse | Anni delle vittorie | Anni delle finali perse |
| - | --------- | -------- | ------------ | --- | --- |
| 1 | Cork      | 50       | 29           | 1890, 1892, 1893, 1894, 1901, 1902, 1903, 1904, 1905, 1907, 1912, 1915, 1919, 1920, 1926, 1927, 1928, 1929, 1931, 1939, 1942, 1943, 1944, 1946, 1947, 1952, 1953, 1954, 1956, 1966, 1969, 1970, 1972, 1975, 1976, 1977, 1978, 1979, 1982, 1983, 1984, 1985, 1986, 1990, 1992, 1999, 2000, 2003, 2005, 2006 | 1896, 1897, 1898, 1906, 1909, 1910, 1913, 1914, 1916, 1921, 1932, 1940, 1941, 1948, 1950, 1951, 1957, 1959, 1960, 1961, 1964, 1965, 1968, 1980, 1987, 1988, 1991, 2004, 2010 |
| 2 | Tipperary | 40       | 26           | 1895, 1896, 1898, 1899, 1900, 1906, 1908, 1909, 1913, 1916, 1917, 1922, 1924, 1925, 1930, 1937, 1941, 1945, 1949, 1950, 1951, 1958, 1960, 1961, 1962, 1964, 1965, 1967, 1968, 1971, 1987, 1988, 1989, 1991, 1993, 2001, 2008, 2009, 2011, 2012                                                             | 1894, 1904, 1907, 1911, 1912, 1923, 1926, 1935, 1936, 1942, 1952, 1953, 1954, 1963, 1969, 1970, 1973, 1984, 1985, 1990, 1996, 1997, 2000, 2002, 2005, 2006                   |
| 3 | Limerick  | 18       | 26           | 1897, 1910, 1911, 1918, 1921, 1923, 1933, 1934, 1935, 1936, 1940, 1955, 1973, 1974, 1980, 1981, 1994, 1996 | 1891, 1893, 1895, 1902, 1905, 1917, 1919, 1920, 1922, 1924, 1937, 1939, 1944, 1945, 1946, 1947, 1949, 1956, 1971, 1975, 1976, 1979, 1992, 1995, 2001, 2007                   |
| 4 | Waterford | 9        | 18           | 1938, 1948, 1957, 1959, 1963, 2002, 2004, 2007, 2010 | 1903, 1925, 1929, 1931, 1933, 1934, 1943, 1958, 1962, 1966, 1982, 1983, 1989, 1998, 2003, 2009                                                                               |
| 5 | Clare     | 6        | 20           | 1889, 1914, 1932, 1995, 1997, 1998 | 1899, 1901, 1915, 1918, 1927, 1928, 1930, 1938, 1955, 1967, 1972, 1974, 1977, 1978, 1981, 1986, 1993, 1994, 1999, 2008                                                       |
| 6 | Kerry     | 1        | 4            | 1891 | 1899, 1890, 1892, 1908 |

## Lista delle finali
|  | Campioni All-Ireland  |
|  | Finalisti All-Ireland |

| Anno        | Vincitore | Punteggio                 | Finalista | Punteggio                 | Stadio                                                          | Capitano                 | Spettatori    |
| ----------- | --------- | ------------------------- | --------- | ------------------------- | --------------------------------------------------------------- | ------------------------ | ------------- |
| 1889        | Clare     | w/o                       | Kerry     | scr                       |                                                                 | John Considine           |               |
| 1890        | Cork      | 2-0                       | Kerry     | 0-1                       |                                                                 | Dan Lane                 |               |
| 1891 (R)    | Kerry     | 1-1 2-4                   | Limerick  | 1-2 0-1                   | Newcastle West Abbeyfeale                                       | John O'Mahony            |               |
| 1892        | Cork      | 5-3 (28)                  | Kerry     | 2-5 (15)                  |                                                                 | Bill O'Callaghan         |               |
| 1893        | Cork      | 5-3 (28)                  | Limerick  | 0-0 (0)                   |                                                                 | John 'Curtis' Murphy     |               |
| 1894        | Cork      | 3-4 (19)                  | Tipperary | 1-2 (7)                   | Charleville                                                     | Stephen Hayes            |               |
| 1895        | Tipperary | 7-8 (43)                  | Limerick  | 0-2 (2)                   |                                                                 | Mikey Maher              |               |
| 1896 (R)    | Tipperary | 1-3 (6) 7-9 (30)          | Cork      | 1-3 (6) 2-3 (9)           |                                                                 | Mikey Maher              |               |
| 1897        | Limerick  | 4-9 (21)                  | Cork      | 1-6 (9)                   | Tipperary                                                       | Denis Grimes             |               |
| 1898 (R)    | Tipperary | 3-0 (9) 1-13 (16)         | Cork      | 2-3 (9) 1-2 (5)           |                                                                 | Mikey Maher              |               |
| 1899        | Tipperary | 5-16 (31)                 | Clare     | 0-8 (8)                   |                                                                 | Tim Condon               |               |
| 1900        | Tipperary | 6-11 (29)                 | Kerry     | 1-9 (12)                  |                                                                 | Ned Hayes                |               |
| 1901        | Cork      | 3-10 (19)                 | Clare     | 2-6 (12)                  | Market's Field                                                  | Paddy Cantillon          |               |
| 1902        | Cork      | 2-9 (15)                  | Limerick  | 1-5 (8)                   | Tipperary                                                       | Jamesy Kelleher          |               |
| 1903        | Cork      | 5-16 (31)                 | Waterford | 1-1 (4)                   | Tipperary                                                       | Steva Riordan            |               |
| 1904        | Cork      | 3-10 (19)                 | Tipperary | 3-4 (13)                  |                                                                 | Denis Harrington         |               |
| 1905        | Cork      | 7-12 (33)                 | Limerick  | 1-4 (7)                   | Tipperary                                                       | Chris Young              |               |
| 1906        | Tipperary | 3-4 (13)                  | Cork      | 0-9 (9)                   | Tipperary                                                       | Tom Semple               |               |
| 1907        | Cork      | 1-6 (9)                   | Tipperary | 1-4 (7)                   |                                                                 | Jamesy Kelleher          |               |
| 1908        | Tipperary | w/o                       | Kerry     | scr                       |                                                                 | Tom Semple               |               |
| 1909        | Tipperary | 2-10 (16)                 | Cork      | 2-6 (12)                  |                                                                 | Tom Semple               |               |
| 1910        | Limerick  | 5-1 (16)                  | Cork      | 4-2 (14)                  | Tralee                                                          | John 'Tyler' Mackey      |               |
| 1911        | Limerick  | 5-3 (18)                  | Tipperary | 4-3 (15)                  |                                                                 | John 'Tyler' Mackey      |               |
| 1912        | Cork      | 5-1 (16)                  | Tipperary | 3-1 (10)                  |                                                                 | Barry Murphy             |               |
| 1913        | Tipperary | 8-2 (26)                  | Cork      | 4-3 (15)                  |                                                                 | Patrick 'Wedger' Meagher |               |
| 1914        | Clare     | 3-2 (11)                  | Cork      | 3-1 (10)                  | Thurles Sportsfield                                             | Amby Power               |               |
| 1915        | Cork      | 8-2 (26)                  | Clare     | 2-1 (7)                   | Market's Field                                                  | Connie Sheehan           |               |
| 1916        | Tipperary | 5-0 (15)                  | Cork      | 1-2 (5)                   | Fraher Field                                                    | Johnny Leahy             |               |
| 1917 (R)    | Tipperary | 3-4 (13) 6-4 (22)         | Limerick  | 3-4 (13) 3-1 (10)         |                                                                 | Johnny Leahy             |               |
| 1918        | Limerick  | 11-3 (36)                 | Clare     | 1-2 (5)                   |                                                                 | Willie Hough             |               |
| 1919        | Cork      | 3-5 (14)                  | Limerick  | 1-6 (9)                   | Market's Field                                                  | Jimmy ‘Major’ Kennedy    |               |
| 1920        | Cork      | 3-4 (13)                  | Limerick  | 0-5 (5)                   | Cork Athletic Grounds                                           | Dick O'Gorman            |               |
| 1921        | Limerick  | 5-2 (17)                  | Cork      | 1-2 (5)                   | Thurles Sportsfield                                             | Bob McConkey             |               |
| 1922 (R)    | Tipperary | 2-2 (8) 4-2 (14)          | Limerick  | 2-2 (8) 1-4 (7)           |                                                                 | Johnny Leahy             |               |
| 1923        | Limerick  | 2-3 (9)                   | Tipperary | 1-0 (3)                   |                                                                 | Paddy McInerney          |               |
| 1924        | Tipperary | 3-1 (10)                  | Limerick  | 2-2 (8)                   |                                                                 | Johnny Leahy             |               |
| 1925        | Tipperary | 6-6 (24)                  | Waterford | 1-2 (5)                   |                                                                 | Johnny Leahy             |               |
| 1926 (R)    | Cork      | 0-0 (0) 3-4 (13) 3-6 (15) | Tipperary | 1-2 (5) 4-1 (13) 2-4 (10) | Cork Athletic Grounds Thurles Sportsfield Cork Athletic Grounds | Seán Óg Murphy           |               |
| 1927        | Cork      | 5-3 (18)                  | Clare     | 3-4 (13)                  | Market's Field                                                  | Seán Óg Murphy           |               |
| 1928 (R)    | Cork      | 2-2 (8) 6-4 (22)          | Clare     | 2-2 (8)                   | Gaelic Grounds                                                  | Seán Óg Murphy           |               |
| 1929        | Cork      | 4-6 (18)                  | Waterford | 2-3 (9)                   | Fraher Field                                                    | Dinny Barry-Murphy       |               |
| 1930        | Tipperary | 6-4 (22)                  | Clare     | 2-8 (14)                  |                                                                 | John Joe Callanan        |               |
| 1931 (R)    | Cork      | 1-9 (12) 5-4 (19)         | Waterford | 4-0 (12) 1-2 (5)          | Clonmel                                                         | Eudie Coughlan           |               |
| 1932        | Clare     | 5-2 (17)                  | Cork      | 4-1 (13)                  | Thurles Sportsfield                                             | John Joe Doyle           |               |
| 1933        | Limerick  | 3-7 (16)                  | Waterford | 1-2 (5)                   | Cork Athletic Grounds                                           | Micky Fitzgibbon         |               |
| 1934        | Limerick  | 4-8 (20)                  | Waterford | 2-5 (11)                  | Cork Athletic Grounds                                           | Timmy Ryan               |               |
| 1935        | Limerick  | 5-5 (20)                  | Tipperary | 1-4 (7)                   |                                                                 | Timmy Ryan               |               |
| 1936        | Limerick  | 8-5 (29)                  | Tipperary | 4-6 (18)                  |                                                                 | Mick Mackey              |               |
| 1937        | Tipperary | 6-3 (21)                  | Limerick  | 4-3 (15)                  |                                                                 | Jim Lanigan              |               |
| 1938        | Waterford | 3-5 (14)                  | Clare     | 2-5 (11)                  |                                                                 | Willie Walsh             |               |
| 1939        | Cork      | 4-3 (15)                  | Limerick  | 3-4 (13)                  | Thurles Sportsfield                                             | Jack Lynch               |               |
| 1940 (R)    | Limerick  | 4-3 (15) 3-3 (12)         | Cork      | 3-6 (15) 2-4 (10)         | Thurles Sportsfield                                             | Mick Mackey              |               |
| 1941        | Tipperary | 5-4 (19)                  | Cork      | 2-5 (11)                  | Gaelic Grounds                                                  | Johnny Ryan              | 10 000        |
| 1942        | Cork      | 4-15 (27)                 | Tipperary | 4-1 (13)                  | Cork Athletic Grounds                                           | Jack Lynch               |               |
| 1943        | Cork      | 2-13 (19)                 | Waterford | 3-8 (17)                  | Cork Athletic Grounds                                           | Mick Kennefick           |               |
| 1944 (R)    | Cork      | 6-7 (25) 4-6 (18)         | Limerick  | 4-13 (25) 3-6 (15)        | Thurles Sportsfield                                             | Seán Condon              |               |
| 1945        | Tipperary | 4-3 (15)                  | Limerick  | 2-6 (12)                  |                                                                 | John Maher               |               |
| 1946        | Cork      | 3-8 (17)                  | Limerick  | 1-3 (6)                   | Thurles Sportsfield                                             | Christy Ring             |               |
| 1947        | Cork      | 2-6 (12)                  | Limerick  | 2-3 (9)                   | Thurles Sportsfield                                             | Seán Condon              |               |
| 1948        | Waterford | 4-7 (19)                  | Cork      | 3-9 (18)                  | Thurles Sportsfield                                             | Jim Ware                 |               |
| 1949        | Tipperary | 1-16 (19)                 | Limerick  | 2-10 (16)                 | Cork Athletic Grounds                                           | Pat Stakelum             |               |
| 1950        | Tipperary | 2-17 (23)                 | Cork      | 3-11 (20)                 | Fitzgerald Stadium                                              | Seán Kenny               | 38,733        |
| 1951        | Tipperary | 2-11 (17)                 | Cork      | 2-9 (15)                  | Gaelic Grounds                                                  | Jimmy Finn               | 42,237        |
| 1952        | Cork      | 1-11                      | Tipperary | 2-6                       | Gaelic Grounds                                                  | Paddy Barry              | 42,326        |
| 1953        | Cork      | 3-10 (19)                 | Tipperary | 1-11 (14)                 | Gaelic Grounds                                                  | Christy Ring             | 46,295        |
| 1954        | Cork      | 2-8 (14)                  | Tipperary | 1-8 (11)                  | Gaelic Grounds                                                  | Christy Ring             | 50,071        |
| 1955        | Limerick  | 2-15 (21)                 | Clare     | 2-6 (12)                  | Gaelic Grounds                                                  | Liam Ryan                | 23 125        |
| 1956        | Cork      | 5-5 (20)                  | Limerick  | 3-5 (14)                  | Thurles Sportsfield                                             | Christy Ring             | 47,017        |
| 1957        | Waterford | 1-11 (14)                 | Cork      | 1-6 (9)                   | Thurles Sportsfield                                             | Phil Grimes              | 40 368        |
| 1958        | Tipperary | 4-12 (24)                 | Waterford | 1-5 (8)                   | Thurles Sportsfield                                             | Tony Wall                | 41,384        |
| 1959        | Waterford | 3-9 (18)                  | Cork      | 2-9 (15)                  | Thurles Sportsfield                                             | Frankie Walsh            | 55,174        |
| 1960        | Tipperary | 4-13 (25)                 | Cork      | 4-11 (23)                 | Thurles Sportsfield                                             | Tony Wall                | 49,670        |
| 1961        | Tipperary | 3-6 (15)                  | Cork      | 0-7 (7)                   | Gaelic Grounds                                                  | Matt Hassett             | 62,175        |
| 1962        | Tipperary | 5-14 (29)                 | Waterford | 2-3 (9)                   | Gaelic Grounds                                                  | Jimmy Doyle              | 31 000        |
| 1963        | Waterford | 0-11 (11)                 | Tipperary | 0-8 (8)                   | Gaelic Grounds                                                  | Joe Condon               | 36 000        |
| 1964        | Tipperary | 3-13 (22)                 | Cork      | 1-5 (8)                   | Gaelic Grounds                                                  | Mick Murphy              | 44,245        |
| 1965        | Tipperary | 4-11 (23)                 | Cork      | 0-5 (5)                   | Gaelic Grounds                                                  | Jimmy Doyle              | 40,687        |
| 1966        | Cork      | 4-9 (21)                  | Waterford | 2-9 (15)                  | Gaelic Grounds                                                  | Gerald McCarthy          | 31,352        |
| 1967        | Tipperary | 4-12 (24)                 | Clare     | 2-6 (12)                  | Gaelic Grounds                                                  | Mick Roche               | 34,940        |
| 1968        | Tipperary | 2-13 (19)                 | Cork      | 1-7 (10)                  | Gaelic Grounds                                                  | Mick Roche               | 43,238        |
| 1969        | Cork      | 4-6 (18)                  | Tipperary | 0-9 (9)                   | Gaelic Grounds                                                  | Denis Murphy             | 43,569        |
| 1970        | Cork      | 3-10 (19)                 | Tipperary | 3-8 (17)                  | Gaelic Grounds                                                  | Paddy Barry              | 33 900        |
| 1971        | Tipperary | 4-16 (28)                 | Limerick  | 3-18 (27)                 | Fitzgerald Stadium                                              | Tadhg O'Connor           | 31,118        |
| 1972        | Cork      | 6-18 (36)                 | Clare     | 2-8 (14)                  | Semple Stadium                                                  | Frank Norberg            | 25,048        |
| 1973        | Limerick  | 6-7 (25)                  | Tipperary | 2-18 (24)                 | Semple Stadium                                                  | Éamonn Grimes            | 41,723        |
| 1974        | Limerick  | 6-14 (32)                 | Clare     | 3-9 (18)                  | Semple Stadium                                                  | Seán Foley               | 36,446        |
| 1975        | Cork      | 3-14 (23)                 | Limerick  | 0-12 (12)                 | Gaelic Grounds                                                  | Gerald McCarthy          | 46,851        |
| 1976        | Cork      | 3-15 (24)                 | Limerick  | 4-5 (17)                  | Páirc Uí Chaoimh                                                | Ray Cummins              | 46 800        |
| 1977        | Cork      | 4-15 (27)                 | Clare     | 4-10 (22)                 | Semple Stadium                                                  | Martin O'Doherty         | 44,586        |
| 1978        | Cork      | 0-13                      | Clare     | 0-11                      | Semple Stadium                                                  | Charlie McCarthy         | 54,981        |
| 1979        | Cork      | 2-14 (20)                 | Limerick  | 0-9 (9)                   | Semple Stadium                                                  | John Horgan              | 47,849        |
| 1980        | Limerick  | 2-14 (20)                 | Cork      | 2-10 (16)                 | Semple Stadium                                                  | Seán Foley               | 43,090        |
| 1981        | Limerick  | 3-12 (21)                 | Clare     | 2-9 (15)                  | Semple Stadium                                                  | Paudie Fitzmaurice       | 40,205        |
| 1982        | Cork      | 5-31 (46)                 | Waterford | 3-6 (15)                  | Semple Stadium                                                  | Jimmy Barry-Murphy       | 38,558        |
| 1983        | Cork      | 3-22 (31)                 | Waterford | 0-12 (12)                 | Semple Stadium                                                  | Jimmy Barry-Murphy       | 20,816        |
| 1984        | Cork      | 4-15 (27)                 | Tipperary | 3-14 (23)                 | Semple Stadium                                                  | John Fenton              | 50,093        |
| 1985        | Cork      | 4-17 (29)                 | Tipperary | 4-11 (23)                 | Páirc Uí Chaoimh                                                | Ger Cunningham           | 49,691        |
| 1986        | Cork      | 2-18 (24)                 | Clare     | 3-12 (21)                 | Fitzgerald Stadium                                              | Tom Cashman              | 39,975        |
| 1987 (R)    | Tipperary | 1-18 (21) 4-22 (34)       | Cork      | 1-18 (21) 1-22 (25)       | Semple Stadium Fitzgerald Stadium                               | Richard Stakelum         | 56,005 45 000 |
| 1988        | Tipperary | 2-19 (25)                 | Cork      | 1-13 (16)                 | Gaelic Grounds                                                  | Pat O'Neill              | 50 000        |
| 1989        | Tipperary | 0-26 (26)                 | Waterford | 2-8 (14)                  | Páirc Uí Chaoimh                                                | Bobby Ryan               | 30,241        |
| 1990        | Cork      | 4-16 (28)                 | Tipperary | 2-14 (20)                 | Semple Stadium                                                  | Kieran McGuckin          | 54 000        |
| 1991 (R)    | Tipperary | 2-16 (22) 4-19 (31)       | Cork      | 4-10 (22) 4-15 (27)       | Páirc Uí Chaoimh Semple Stadium                                 | Declan Carr              | 47 500 55 600 |
| 1992        | Cork      | 1-22 (25)                 | Limerick  | 3-11 (20)                 | Semple Stadium                                                  | Ger FitzGerald           | 48,036        |
| 1993        | Tipperary | 3-27 (36)                 | Clare     | 2-12 (18)                 | Gaelic Grounds                                                  | Michael O'Meara          | 41,557        |
| 1994        | Limerick  | 0-25 (25)                 | Clare     | 2-10 (16)                 | Semple Stadium                                                  | Gary Kirby               | 43,638        |
| 1995        | Clare     | 1-17 (20)                 | Limerick  | 0-11 (11)                 | Semple Stadium                                                  | Anthony Daly             | 46,361        |
| 1996 (R)    | Limerick  | 0-19 (19) 4-7 (19)        | Tipperary | 1-16 (19) 0-16 (16)       | Gaelic Grounds Páirc Uí Chaoimh                                 | Ciarán Carey             | 43,525 40 000 |
| 1997        | Clare     | 1-18 (21)                 | Tipperary | 0-18 (18)                 | Páirc Uí Chaoimh                                                | Anthony Daly             | 43,560        |
| 1998 (R)    | Clare     | 1-16 (19) 2-16 (22)       | Waterford | 3-10 (19) 0-10 (10)       | Semple Stadium                                                  | Anthony Daly             | 51,417 51,731 |
| 1999        | Cork      | 1-15 (18)                 | Clare     | 0-14 (14)                 | Semple Stadium                                                  | Mark Landers             | 54 000        |
| 2000        | Cork      | 0-23 (23)                 | Tipperary | 3-12 (21)                 | Semple Stadium                                                  | Fergal Ryan              | 54,586        |
| 2001        | Tipperary | 2-16 (22)                 | Limerick  | 1-17 (20)                 | Páirc Uí Chaoimh                                                | Tommy Dunne              | 43 500        |
| 2002        | Waterford | 2-23 (29)                 | Tipperary | 3-12 (21)                 | Páirc Uí Chaoimh                                                | Fergal Hartley           | 40,276        |
| 2003        | Cork      | 3-16 (25)                 | Waterford | 3-12 (21)                 | Semple Stadium                                                  | Alan Browne              | 52,833        |
| 2004        | Waterford | 3-16 (25)                 | Cork      | 1-21 (24)                 | Semple Stadium                                                  | Ken McGrath              | 52 100        |
| 2005        | Cork      | 1-21 (24)                 | Tipperary | 1-16 (19)                 | Páirc Uí Chaoimh                                                | Seán Óg Ó hAilpín        | 43 500        |
| 2006        | Cork      | 2-14 (20)                 | Tipperary | 1-14 (17)                 | Semple Stadium                                                  | Pat Mulcahy              | 53 500        |
| 2007        | Waterford | 3-17 (26)                 | Limerick  | 1-14 (17)                 | Semple Stadium                                                  | Michael 'Brick' Walsh    | 48 700        |
| 2008        | Tipperary | 2-21 (27)                 | Clare     | 0-19 (19)                 | Gaelic Grounds                                                  | Eoin Kelly               | 48,076        |
| 2009        | Tipperary | 4-14 (26)                 | Waterford | 2-16 (22)                 | Semple Stadium                                                  | Willie Ryan              | 40,330        |
| 2010 (R-ET) | Waterford | 2-15 (21) 1-16 (19)       | Cork      | 2-15 (21) 1-13 (16)       | Semple Stadium                                                  | Stephen Molumphy         | 35 375 22,763 |
| 2011        | Tipperary | 7-19 (40)                 | Waterford | 0-19 (19)                 | Páirc Uí Chaoimh                                                | Eoin Kelly               | 36,654        |
| 2012        | Tipperary | 2-17 (23)                 | Waterford | 0-16 (16)                 | Páirc Uí Chaoimh                                                | Paul Curran              | 26,438        |